# Peckhamia soesilae
Espèce
Peckhamia soesilae est une espèce d'araignées aranéomorphes de la famille des Salticidae.

## Distribution
Cette espèce est endémique du Suriname. Elle se rencontre dans le district du Saramacca.

## Description
Le mâle holotype mesure 2,8 mm.

## Systématique et taxinomie
Cette espèce a été décrite par Makhan en 2006.

## Étymologie
Cette espèce est nommée en l'honneur de Soesila Makhan, l'épouse de Dewanand Makhan.

## Publication originale
- Makhan, 2006 : « Peckhamia soesilae sp. nov. and Chirothecia soesilae sp. nov. from Suriname (Araneae: Salticidae). » Calodema, vol. 6, p. 29-33.